# Ерик Дрекслер
Ерик Дрекслер (на английски: Kim Eric Drexler) е американски инженер, станал известен с популяризирането на нанотехнологията.